# Reynolds (Dakota del Norte)
Reynolds es una ciudad ubicada en el condado de Traill en el estado estadounidense de Dakota del Norte. En el censo de 2010 tenía una población de 301 habitantes y una densidad poblacional de 172,68 personas por km². Se encuentra al oeste del estado, cerca del río Rojo del Norte que la separa de Minnesota.

## Geografía
Reynolds se encuentra ubicada en las coordenadas 47°40′12″N 97°6′32″O / 47.67000, -97.10889. Según la Oficina del Censo de los Estados Unidos, Reynolds tiene una superficie total de 1.74 km², de la cual 1.74 km² corresponden a tierra firme y (0%) 0 km² es agua.

## Demografía
Según el censo de 2010, había 301 personas residiendo en Reynolds. La densidad de población era de 172,68 hab./km². De los 301 habitantes, Reynolds estaba compuesto por el 97.67% blancos, el 0.66% eran afroamericanos, el 1% eran amerindios, el 0.66% eran asiáticos, el 0% eran isleños del Pacífico, el 0% eran de otras razas y el 0% pertenecían a dos o más razas. Del total de la población el 2.33% eran hispanos o latinos de cualquier raza.